# Justiniano Borgoño
Justiniano Borgoño (5 de setembro de 1836 — 27 de janeiro de 1921) foi um soldado e político, tendo sido Presidente do Peru de 1 de abril de 1894 a 10 de agosto do mesmo ano.
Ele nasceu em Trujillo, Peru. Durante a Guerra do Pacífico lutou na defesa de Lima e na Campanha Breña, nesta última nas fileiras do General Andrés A. Cáceres, a quem posteriormente apoiou no confronto com o General Miguel Iglesias. Ele foi nomeado Ministro da Guerra e da Marinha no primeiro governo de Cáceres (1886-1887). Durante o governo de Remigio Morales Bermúdez (1890-94) foi segundo vice-presidente da República e presidente do Conselho de Ministros (1891). Com a morte repentina do presidente Morales Bermúdez, e apesar de corresponder constitucionalmente a sucessão a Pedro Alejandrino del Solar sendo o primeiro vice-presidente, Borgoño assumiu a presidência, que ocupou por quatro meses, antes de passar o poder ao General Cáceres, eleito pela segunda vez em eleições fraudulentas.
Entre outros cargos que ocupou em sua carreira política estão os de prefeito de La Libertad e Arequipa, além de deputado ao Congresso da República. Faleceu na capital do país, Lima.

## Presidente do Peru
O presidente Morales Bermúdez, vítima de uma doença repentina, morreu em 1º de abril de 1894, apenas quatro meses após terminar seu mandato. Nesse mesmo dia, coincidentemente, estavam marcadas as eleições presidenciais, nas quais participou o General Cáceres, que teve o notório apoio governamental. O encarregado de assumir o comando constitucional foi o primeiro vice-presidente Pedro Alejandrino del Solar, mas tinha rompido com os círculos de caça ao denunciar o apoio malicioso que o governo dava a Cáceres. Os caçadores conseguiram suspender as eleições, enquanto o Conselho de Ministros entregou a presidência a Justiniano Borgoño para que, na qualidade de segundo vice-presidente, este pudesse cumprir os quatro meses que faltam para o mandato de Morales Bermúdez. Tudo isso foi feito sob o pretexto de legalidade, alegando que Del Solar havia se desculpado de assumir o poder; na verdade, Del Solar havia protestado contra a marginalização sofrida, em cartas enviadas aos ministros de Estado.
Borgoño governou com um gabinete ministerial presidido por Baltasar García Urrutia, que também foi o chanceler. Durante seu breve mandato, enfrentou as ações das montoneras (Montoneras del Peru refere-se a grupos de guerrilheiros, formados por indígenas e mestiços, que passaram a atuar na fase militar, a partir de 1820, da Guerra da Independência do Peru) em todo o país, especialmente no norte, onde atuou o partido dos fazendeiros piuranos Teodoro, Oswaldo, Augusto e Edmundo Seminario. Por outro lado, foram adquiridos os navios a vapor Constitución e Chalaco, este último de transporte militar; Mas quase todo o orçamento nacional foi usado para apoiar o Exército, praticamente o único apoio que o governo tinha.
Borgoño convocou novas eleições, não só para eleger um novo presidente, mas para renovar completamente o Congresso, argumentando que sua composição não era representativa e que não gozava de qualquer autoridade ou prestígio. Este último foi um ato inconstitucional, já que o Congresso só poderia ser renovado por terceiros. Na verdade, Borgoño procurou abrir caminho para a eleição do general Cáceres, que, como único candidato e representante do Partido Constitucionalista, ganhou e assumiu o poder em 10 de agosto de 1894. Pouco depois, Borgoño foi promovido a brigadeiro-general.
O resultado das eleições de 1894 foi contestado pelos opositores de Cáceres, pelos partidos Civil e Democrático ou Pierolista, que consideraram todo este processo uma usurpação. Os dois partidos, estranhamente aliados (já que Piérola fora até então um feroz anticivilista) formaram a Coalizão Nacional, que partiu para a ofensiva em todo o país. Iniciou-se uma sangrenta guerra civil, cujo desfecho levou ao poder a Nicolas de Pierola em 1895.